# Karla da Silva
Karla da Silva (ur. 12 listopada 1984 w Osasco) – brazylijska lekkoatletka specjalizująca się w skoku o tyczce.

## Osiągnięcia
- 3 medale juniorskich mistrzostw Ameryki Południowej
  - Santa Fe 2001 – srebro
  - Belém 2002 – złoto
  - Guayaquil 2003 – złoto
- srebrny medal mistrzostw panamerykańskich juniorów (2003)[1]
- złoto (2013) oraz dwa srebra (2011 & 2015) mistrzostw Ameryki Południowej
- trzykrotna srebrna medalistka mistrzostw ibero–amerykańskich (2002, 2010 oraz 2012)
- wielokrotna mistrzyni[2] i rekordzistka[3] kraju

## Rekordy życiowe
- skok o tyczce (stadion) – 4,53 (2013)
- skok o tyczce (hala) – 4,40 (2013)